# 33歳独身女騎士隊長。
『33歳独身女騎士隊長。』（さんじゅうさんさいどくしんおんなきしたいちょう） は、天原による日本の漫画。成人向け電子漫画雑誌『アナンガ・ランガ』（KATTS）にてVol.4（2015年10月3日発売）より連載中。単行本は全年齢向けとしてフレックスコミックスより刊行されている。

## あらすじ
戦乱が終わり間もない小国のクロノワーク王国。その王女護衛隊隊長を務める女騎士メイルは、器量良し、地位良しだが、相手に恵まれず33歳独身である。資源がなく、何かと人海戦術で解決しようとする祖国に悩まされながらも本質的に社畜であるメイルは、副官のメナに愚痴を言いながらも、唯々諾々と国家の命令に従い、休み返上でブラックな任務をこなしていく。

## 登場人物
メイル
主人公。クロノワーク王国騎士団王女護衛隊隊長。33歳独身。キガ家出身（四女）。
三白眼の非常に腕が立つ女性騎士。上流貴族のキガ家出身だが、実力で現在の要職にいる。剣術の腕も立つ一方、見た目以上に膂力や体力もあり、他国の人間からはゴリラと呼ばれる。人的資源を酷使するクロノワークにあって、現状に文句を言いながらも仕事はこなす社畜体質であり、頭の回転も比較的早い。未だ独身である上に、男性経験自体が無いことを気にしている。地位のある貴族筋の女性だが、現在は戦後の宅地余りで国に買わされた一戸建てに一人暮らしをする。プライベートはガサツで、たまの休日は酒と自慰で終わらせる。
名前は姓のキガと合わせて「気が滅入る」のもじり。
メナ
メイルの側近。クロノワーク王国騎士団王女護衛隊副長。30歳独身。
目が大きめの長髪の女騎士。メイルの側近兼相棒として、先の戦乱時からの長い付き合い。国と仕事に振り回され、たまの休日は酒と自慰で終わらせる点はメイルと同じだが、BL好きで彼女より、ややお淑やか。祖母がソクオチ人で目の描かれ方に特徴がある。3巻あとがきによると、家名は「ヒカエ」。

### クロノワーク王国
物語の舞台となる国。特にこれといった産業や資源もない小国。とにかく課題を人的資源の投入で乗り切るというブラック企業体質で、愚痴は出るものの、それが当然とも考えており、根本から改善しようという流れは出て来ない。先の戦乱においては女性も含めて国民を鍛え上げ、戦力に集中することで、攻略するのに面倒な割に支配しても旨味がないという毒魚戦略で乗り切った。それでも戦死者は多く、戦争初期に男が投入され、その後に女が投入された経緯から男女構成比が狂い、結婚適齢期世代で極端な女余りになっている。このため、強靭な女性騎士を中心とした国家戦力に、女性独身者が多いという社会状況になっている。
物語の進展に伴いシルビアの策によって、ゼニアルゼとソクオチの2つの大国を結ぶ交通の要所として価値を急速に高める。また両国からは野蛮な国風と見られている。人種としては三白眼で描かれるのが特徴。

#### 女騎士団
先の戦乱の結果、クロノワークの主力部隊であり、軍事以外にも突発的な公共工事などにも駆り出される。クロノワークの唯一の特産品とも揶揄される。外見がブサイクや男のような者は敵国や野盗との戦いで殺されやすいため、見目は良い者が生き残っているのも特徴。
土木工事の場合、ほぼ休みなしの突貫で仕上げてしまうため、第三者的に見るとメチャクチャ早い工期で完成させている（モルタルなどの乾燥待ちの間は森で獲物を狩っている）。
オサナ曰く「繊細に統率されたゴリラの群れ」。独身者（貴族でも3女以下）がソクオチ人文官と結婚することで大部分は移住する予定。
フローレル
クロノワーク王国騎士団王妃護衛隊隊長。34歳独身。
高貴な雰囲気と喋り方が特徴の女性騎士。代々王妃の家に仕えてきた家柄で、彼女がクロノワークに嫁ぐにあたって一緒に移住したという経緯を持つ。そのため、育ちこそクロノワークだが、騎士団内での家柄ナンバー1とされ、その野蛮な国風に馴染めない一面を見せる。そのストレスもあって、酒乱の気があり、酔うと裸踊りなど、いくら下品なクロノワーク人でもやらないことをやってしまい、翌日に深く後悔する。
ザラ
クロノワーク王国騎士団特殊任務部隊隊長。31歳独身。貧乳。平民から隊長になった叩き上げ。
険しい目つきと隈が特徴の長い黒髪の女性騎士。騎士団の裏方として様々な後方支援業務を行い、そのために慢性的な寝不足状態にある。寝不足から普段の人相は悪いが、十分な睡眠を取ると可愛らしい美人になる。
その立場上、慎重深く、穿った見方をすることが多く、同様の発想ができるメイルと密談することが多い。
ナマコ
クロノワーク王国騎士団国内警備隊隊長。26歳独身。
ジト目で三白眼が特徴の貧乳の女性騎士。任務中はいかつい大鎧を纏う。騎士団の女性幹部の中では一番の若手で、先の戦争の終戦と前後して騎士団に入ったために、メイルら先輩たちと異なる価値観を見せ、比較的常識人。家が厳しかったために下ネタも苦手。
クッコ・ローセ教官
クロノワーク王国騎士団教育官。
左眼が斜視で顔のあちこちに傷がある歴戦の女騎士。新人騎士時代のメイルの教官でもある。屈強な強さを持つが、現役時代は何度か敵に捕まり凌辱された過去を持つ。左眼も目に直接顔射された後遺症である。女騎士が負けた場合の悲惨さを知るがゆえの鬼教官で、恐れられる。自身の過酷な体験談を酒場など公共の場でも平然と話すため、周りの空気を悪くする。
名前は「くっ、殺せ」のもじり。
ダリエルとカドニス
一般兵の女騎士。王女護衛隊所属では名前が出ているキャラ。
ダリエルは前髪が長いメカクレキャラ。騎士隊の慣習などを説明することが多い。ゼニアルゼの援助で騎士業務に余裕が出来た際には寝具を新調している。
カドニスは若い頃は素行が悪く、騎士隊に入るかキガ家への奉公かの二択で騎士隊に入った。だが教官だったスマがキガ家に嫁いだことでどっちを選んでも食らう懲罰（マッパで木に吊るされる）は変わらなかったと気づいた。なお、訓練中に前記の懲罰食らいまくったとのことで、渾名は「干し柿」。
ドリステアとラチェル
一般兵の女騎士。のち娼婦。
野盗討伐任務中にクリムゾン盗賊団に捕まった2人組の女騎士。救出されるも快楽調教を受けて常に男を欲す身体となっており、すぐに騎士を辞め、娼婦となる。元騎士という肩書きの高級娼婦として人気を博し、後に建設される国家売春宿でも嬢として活躍する。傍目には幸福そうな人生を送っており、「女騎士は負ければすべてを失う」と教え込まれたメイルとメナの価値観に強い衝撃を与える。なお、同時期にオイスター盗賊団に捕まった同僚は過酷な凌辱で廃人となっている。
盗賊団名と捕虜に対する扱いは同人作家のクリムゾンとオイスターの作風に由来するネタ。
スマ
クロノワーク王国騎士団軍事工作教官。
→#キガ家

#### 王族
シルビア
クロノワーク王国第一王女。現ゼニアルゼ王国王妃。29歳。
悪女顔に貧素な体つきの女性。権謀術数に長け、先の戦乱では自ら最前線で采配を振るい、天才軍師と評される。一方で大の好色で高度な陰謀計画とエロ話を同時並行で進めるため、元腹心のメイルでも狙いがわからなくなることがある。物語序盤に大国ゼニアルゼに嫁ぐと国王や王子が政治に興味がないことをいいことに、妊娠して正式な王族となると共に国政を壟断していた悪宰相らを独断で処刑して国権を掌握する。
メイルの元主人で先の戦乱では共に戦った仲。戦後は他国に嫁いだため、メイルはエメラ付となったが、3度離婚して国に戻って来る。先述の通り、物語序盤にゼニアルゼに嫁ぐが護衛役や伝令役として度々メイルを呼ぶなど、彼女を高く評価しており、今も関係が深い（メイルからは面倒事に巻き込まれている認識）。224話で男子を出産した。
エメラ
クロノワーク王国第二王女。12歳。
小柄で可愛らしい少女。戦争非経験のため、天真爛漫かつお淑やかに育つ。ただし、武術訓練は必須のため、早く終わらせたくて血豆を潰すまで剣術練習をするなど、他国の王族からすると精神が逞しい。現在のメイルの護衛対象であり、無垢な子供ゆえの言動や気まぐれさに振り回されることが多い。
途中より人質となったオサナと過ごすことになるが、彼に恋心を抱かれているのに対し、本人は頼りない弟を見る姉のような認識でいる。

#### キガ家
クロノワークの大貴族。メイルの実家。
クロノワーク北西部の広大な土地を領し、農業を主産業とする。一方で国から面倒な土地を押し付けられたとも揶揄され、北方からの野盗も絶えない。現在の当主（メイルの実父）は五男五女を設けるも、先の戦乱で次男以外の男子と三女は戦死し、長女は嫁いでいる（169話）。国内貴族子女で手の付けられない悪ガキは家人（メイドや執事）として預けられ、キガ家に送るというのが脅し文句になっている。なお、家人としては最低限のレベルであり、まともなヤツはフローレルの実家で修業する。
フレール
キガ家次女。メイルの姉。37歳独身。
検のある微妙な年齢の女性。次女（跡継ぎのスペア圏内）のため徴兵は免れる。結婚願望が強いが、国が女余りなこともあってキガ家に見合う男がおらず、独身のままでいる。このため、虫の交尾にすら発狂するヒステリックな性格になる。最近は同じ独身喪女と認識した妹のメイルには優しい。
実家暮らしだが実は建築家として活躍しており収入はある。直近の仕事はソクオチ側国境近くに発見された温泉用の宿場町だが、メイルから実態は売春宿（男湯のみ）と知らされてキレ散らかしている。
名前は「気が触れる」のもじり。
シレーヌ
キガ家五女（末子）。メイルの妹。20歳独身。
おっとりとした若い小柄な女性。成人した時には戦争が終結していたために徴兵は免れる。姉妹だがあまり接点がないこともあって、メイルからは何を考えているのかわからないと評される。
メイルの人脈を利用してソクオチの特産であるシルク産業の元となる養蚕事業をキガ領に導入する計画を立て、ミンロンやラッカの手助けで順調に進める。
名前は「気が知れぬ」のもじり。
スマ
キガ家次男（跡継ぎ）の夫人。メイルの義姉。クロノワーク王国騎士団軍事工作教官（ザラの元上官）。ローセと共に訓練生も動員した「肥料作り」に偽装した硝石作りをしている。
ザラ同様、慢性的に寝不足なようで不気味な雰囲気を帯びた女性。メイルからは「スマ義姉（ねえ）」と呼ばれる。ローセの同僚で、生意気な新人兵士を容赦なく折檻して立場をわからせてきたことで現役の教官として女騎士団から畏怖される。キガ家の跡取りの夫人ながらも現役の教官として1ヶ月に1度キガ家に寄る生活を送り、その際にはキガ家の生意気な新人メイドを折檻し、恐れられる。
見た目に反して夫婦仲は良く1ヶ月に1度キガ家に来るのも忙しい中、排卵日を狙って子作りするため。子供は最低5人は欲しいと願っているが、今のところ恵まれない。またキガ家の男子が他に生き残っていれば（義姉妹として使い倒そうと）ザラを嫁がせる思惑があった。
名前は「気が済まねえ」のもじり。
メイルの兄
名前不明。キガ家次男（跡取り）。スマの夫。
顔傷のある短髪の精悍な壮年男性。先の戦乱で他の男兄弟が戦死したため跡取りとなり、忙しい生活を送っている。スマと結婚し、愛し合っているがまだ子供はできていない。

### ゼニアルゼ王国
クロノワークの隣国で、商業で栄える裕福な大国。シルビアがルブル王子に嫁いだことでクロノワークの友好国となる。さらにシルビアが国政を壟断していた宰相と参謀を粛清し、ルブルが政治に興味がないことから、シルビアが国の実権を握るようになる。またクロノワークに金銭支援も行う（両国の財政力が桁違いのため、ゼニアルゼからは外交資金として端金だが、クロノワークからは破格の額として扱われる）。
マユ
ゼニアルゼ王国女騎士団団長。27歳。
ショートヘアに太眉とネコ目が特徴の女騎士。その役職に見合う才幹があり、シルビアの知謀にも感じ入る常識人。クロノワークとの協力にあたっては好意的な様子を見せる。自国の女騎士団が貴族令嬢の箔付けのためのもので実力が低く、それでいて家に配慮して無茶な訓練ができないことに強い不満を抱えている。しかし、ローセの指南を受けて蛮族の様な姿になった部下たちには何とも言えない顔をしていた。
プライベートではお菓子作りが趣味で調理に詳しい。
ルブル王子
ゼニアルゼ王国王子。
好色で政治に興味がない青年。ハーレムを持つ。ほぼ登場しない。国の予算に手を付けるようなことも無く定額の小遣いの範囲内で遊んでいるなど、シルビアからは「良い旦那」と高評価。
クミン
ゼニアルゼ王宮のハーレム嬢。生まれた時から娼婦としての教育を施されている。
ハーレム嬢派遣組織「天使と小悪魔の真偽の愛」に所属し、本来は王太子を篭絡して傀儡化するために派遣されていたが、それを画策していた宰相・参謀がシルビアに処刑されたことでシルビアに従うことを決めた。組織内で得た情報は国家機密級のものも多いが、各国の娼館での技術指導中に世間話として語られることもあるとのこと。

### ソクオチ王国
クロノワークおよびゼニアルゼと隣接する大国。ソクオチ人は目の描かれ方に共通の特徴がある。王家は民衆を啓蒙し導くことを役目としているが、ガチガチの学歴主義や風俗・娯楽関係で規制の強い国風となっている。
ゼニアルゼの国土を狙っている中、クロノワークとゼニアルゼを直通する街道が通ったことで、クロノワークを急襲して制圧し、そこからゼニアルゼに侵攻する策を立てる。しかし、初めからシルビアの狙い通りであり、クロノワークに戦力を拘束されている間に、ゼニアルゼ本隊に本国を急襲され、ゼニアルゼ・クロノワーク連合の支配下に置かれる。特に嫡男の王子オサナがクロノワークに人質として送られる。
捲土重来を狙っているが次第に絆されており、クロノワークに若手の優秀な文官を派遣するなど支援することで内部から侵食するなどの策を立てるものの、想像の上を行くシルビアの策謀とクロノワークの野蛮（下品）さに、むしろソクオチの方が取り込まれつつあり、前述の若手文官も男日照りな女騎士たちに篭絡され、婚約者持ちなどは刃傷沙汰になっている。
オサナ・ソクオチ
ソクオチ王国王子。10歳。相対した人間の内面を読むことに長けている。
年相応の少年。大国の王子らしく、まだ子供ながら聡明さや品位がある。ソクオチの敗戦によってゼニアルゼ・クロノワーク連合の支配下に置かれ、15歳までクロノワークで、形式上はエメラの遊び相手として、人質生活を送ることになる。シルビアとしてはエメラに絆されることを狙っている。
将来のソクオチ復権を志し、臥薪嘗胆で人質生活を送る覚悟を持つが、シルビアの狙い通りに天真爛漫なエメラにすぐに惚れる（即オチする）。その後、それなりに逞しくなっているがクロノワークの奔放さに自国の国是を貫けるのか悩んでいる。
エメラを好いているが、彼女からは頼りない弟と見られ恋が成就できないでいる。また、そのバレバレの淡い恋心を回りの女騎士やメイドたちから愛でられている。
ラッカ
ソクオチ王国騎士団女将軍。
国家要人として才幹はあるものの、ポンコツな女性。「知識が膨大過ぎて想像力が欠如しているが、計算機としてならば優秀」と評される。クロノワーク領を通してゼニアルゼへの侵攻を企てるも、それ自体がシルビアの策謀に嵌り、逆に征服される。その後、責任を取らされて辺境地の野盗討伐に駆り出された上、捕まり、長期間の凌辱を受ける。メイルに救出された後は故国に戻れないとして、クロノワークの国家売春宿の高級娼婦となる。国を失い、娼婦落ちしたにもかかわらず、零落したことで家柄の差で諦めた商人の幼馴染に見請けされ婚約できるようになって幸せを掴むなど、ドリステアらの時と同様にメイルたちに衝撃を与える。
正式な立場は一般人ながら、非公式のソクオチ要人として立ち回ることも多く、文官派遣やシレーヌの養蚕産業などにも手を貸す。
レル・ワカラーサ
ソクオチ王国騎士団女将軍（ラッカの後任）。
野心家の女将軍。ラッカの実家から出た分家筋で、彼女の現役時代から並々ならぬライバル心を抱いてきた。能力は低くないものの、武力以外のほぼすべての面でラッカには及ばず、自信が空回りしている。ラッカの失脚によって将軍となり、慢心状態にあり、メイルにケンカ売って返り討ちに遭う。また、ラッカの下劣な婚約者（無能・バカ・デブ）まで手に入れる羽目になっている。

### その他
ミンロン
女商人（交易商）。27歳独身。着やせするタイプで、脱ぐとインパクトの大きい身体をしている。
中華風の服装をした明るい女性。駆け出しだが商才が高く、シルビアからは信用第一で関係性を重視しつつ目先の利益より大口の商談を狙い続けるタイプ、と評される。クロノワークとゼニアルゼの良好関係から、発展すると予想したクロノワークに商機を見出してメイルに近づく。その後、シルビアがその才気を見抜いたことで両国の御用商人となる。想像以上のクロノワークの貧乏性に驚きと落胆をしつつも、国営娼館やシレーヌの養蚕事業に関与し、目標を達成していく。

## 書誌情報
- 天原 『33歳独身女騎士隊長。』 フレックスコミックス、既刊3巻（2023年7月12日現在）
  1. 2018年11月12日発売[3]、ISBN 978-4-8667-5038-5
  2. 2021年1月12日発売[4]、ISBN 978-4-8667-5136-8
  3. 2023年7月12日発売[5]、ISBN 978-4-8667-5298-3